# Международный аэропорт имени Нгураха Рая
Международный аэропорт имени Нгу́раха Ра́я также известен как Международный аэропорт Денпасар (ИАТА: DPS, ИКАО: WADD) на острове Бали, в 13 км к югу от города Денпасар и 2,5 км от города Кута. Является третьим по величине аэропортом Индонезии после джакартского Международного аэропорта Сукарно-Хатта и сурабайского Международного аэропорта имени Джуанды. Часть полос аэропорта используется ВВС Индонезии.
Назван в честь национального героя Индонезии И Густи Нгураха Рая, погибшего 20 ноября 1946 года в бою с голландцами на юге Бали во время войны за независимость страны.

## Расположение
Аэропорт находится в городе Тубан на острове Бали между городами Кута и Джимбаран. Также он расположен рядом с курортами южной части Бали, туристический центр города Куты расположен на 2,5 км к северу от аэропорта. Столица Бали, Денпасар, находится рядом.
Иногда (как, например, это было в декабре 2017 года) аэропорт закрывают из-за извержения местного вулкана.

## История[1]
- 1931 год. Голландцы строят на нынешнем месте аэродром с одной ВПП длиной 700 метров и минимальным количеством технических сооружений.
- 1942 год. ВПП разбомблена японской авиацией, а аэродром захвачен японцами, высадившимися на Бали в ходе наступательной операции в Нидерландской Ост-Индии. ВПП была восстановлена с использованием стальных пластин. За последующие пять её длина увеличилась до 1200 метров.
- 1949 год. Построен терминал и простая диспетчерская вышка, сделанная из дерева. Авиасвязь осуществлялась с использованием радиопередатчика на морзянке.
- 1963—1969 годы. Чтобы увеличить туризм на Бали, реконструирован международный терминал и ВПП продлена до 2700 метров. Начиная с 10 августа 1966 года, в аэропорту открыто международное авиасообщение.
- 1975-1978 годы. В связи с ростом пассажиров и грузоперевозок правительство Индонезии реконструировало авиационные сооружения, в том числе построило новый международный терминал.
- 1990—1992 годы. Длина ВПП увеличена до 3000 метров.

## Статистика
| Год  | Пассажиров | Грузов, тонна | Рейсов |
| ---- | ---------- | ------------- | ------ |
| 2002 | 4 836 860  | 58            | 46 099 |
| 2003 | 4 550 389  | 53            | 47 390 |
| 2004 | 6 026 893  | 56            | 58 838 |
| 2005 | 6 505 553  | 57            | 63 223 |

## Происшествия
- 22 апреля 1974 года — Boeing 707 авиакомпании Pan Am врезался в гору при заходе на посадку, погибли все 107 пассажиров.
- 5 октября 1978 года — на стоянке сгорел Douglas C-47 Skytrain авиакомпании Merpati Nusantara Airlines.
- 13 апреля 2013 года — «боинг-737-800» авиакомпании Lion Air не долетел до полосы, приземлился на мелководье и разломился на две части. Выжили все 108 человек на борту.

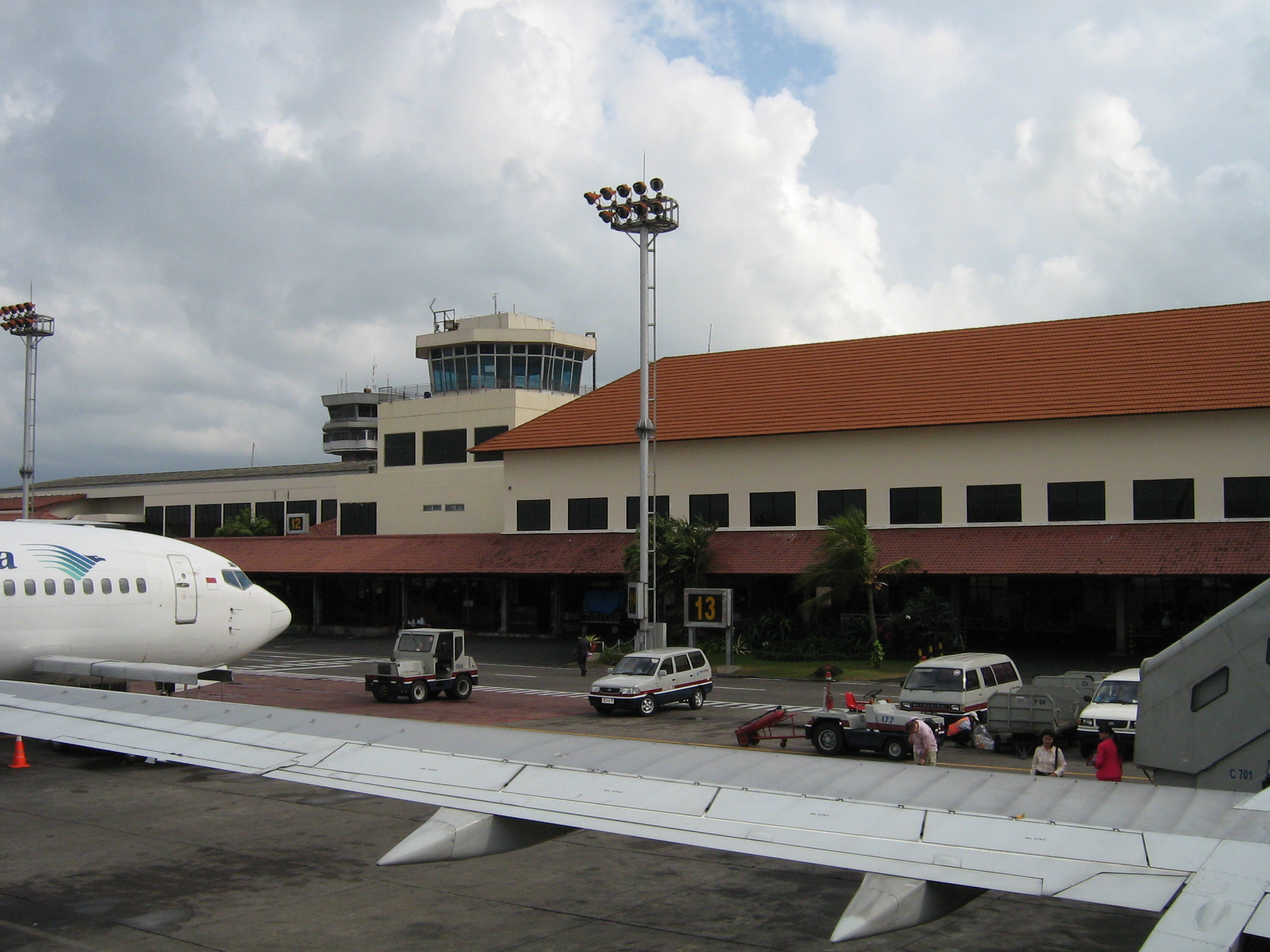
Внутренний терминал
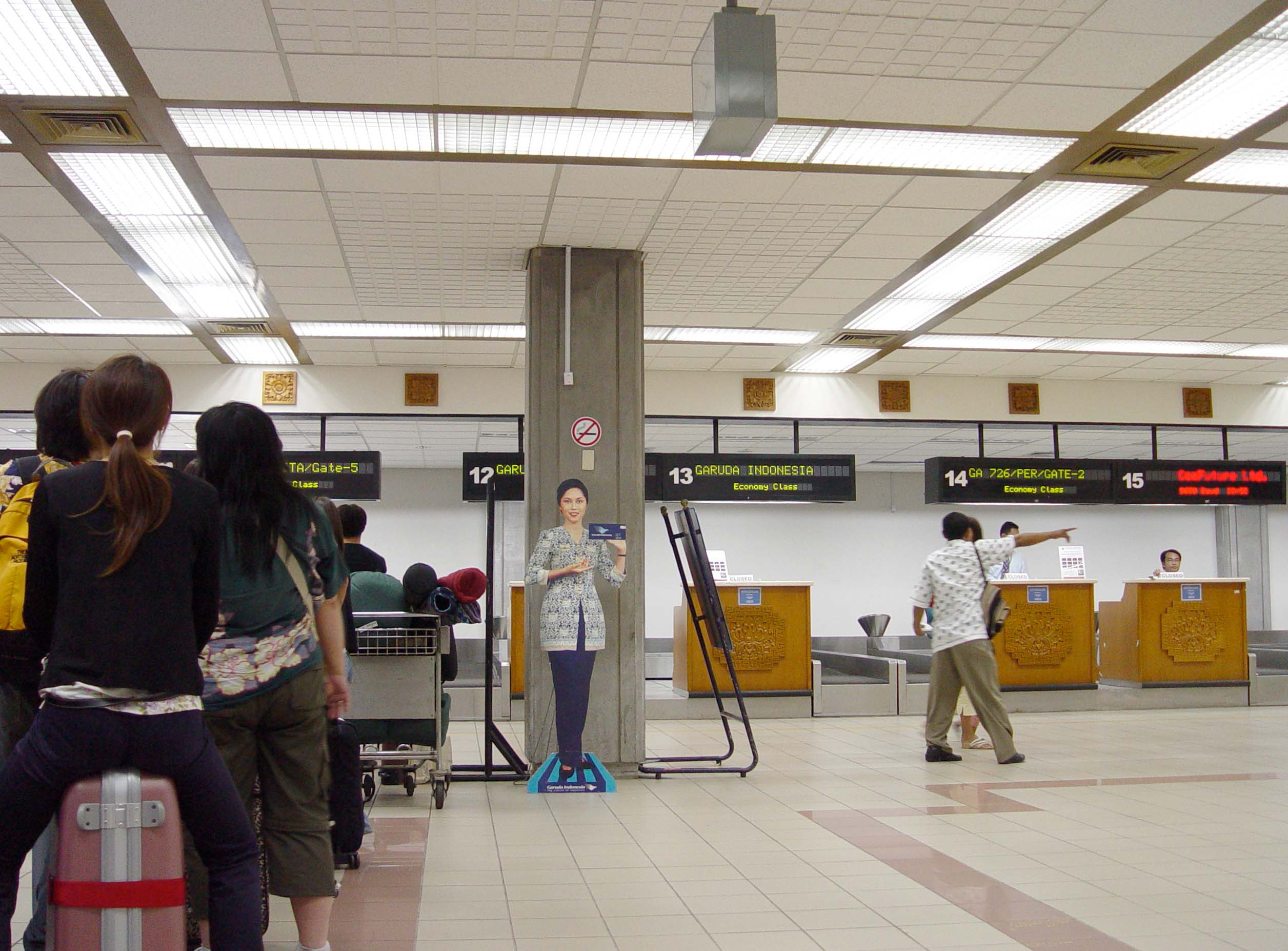
Международный терминал
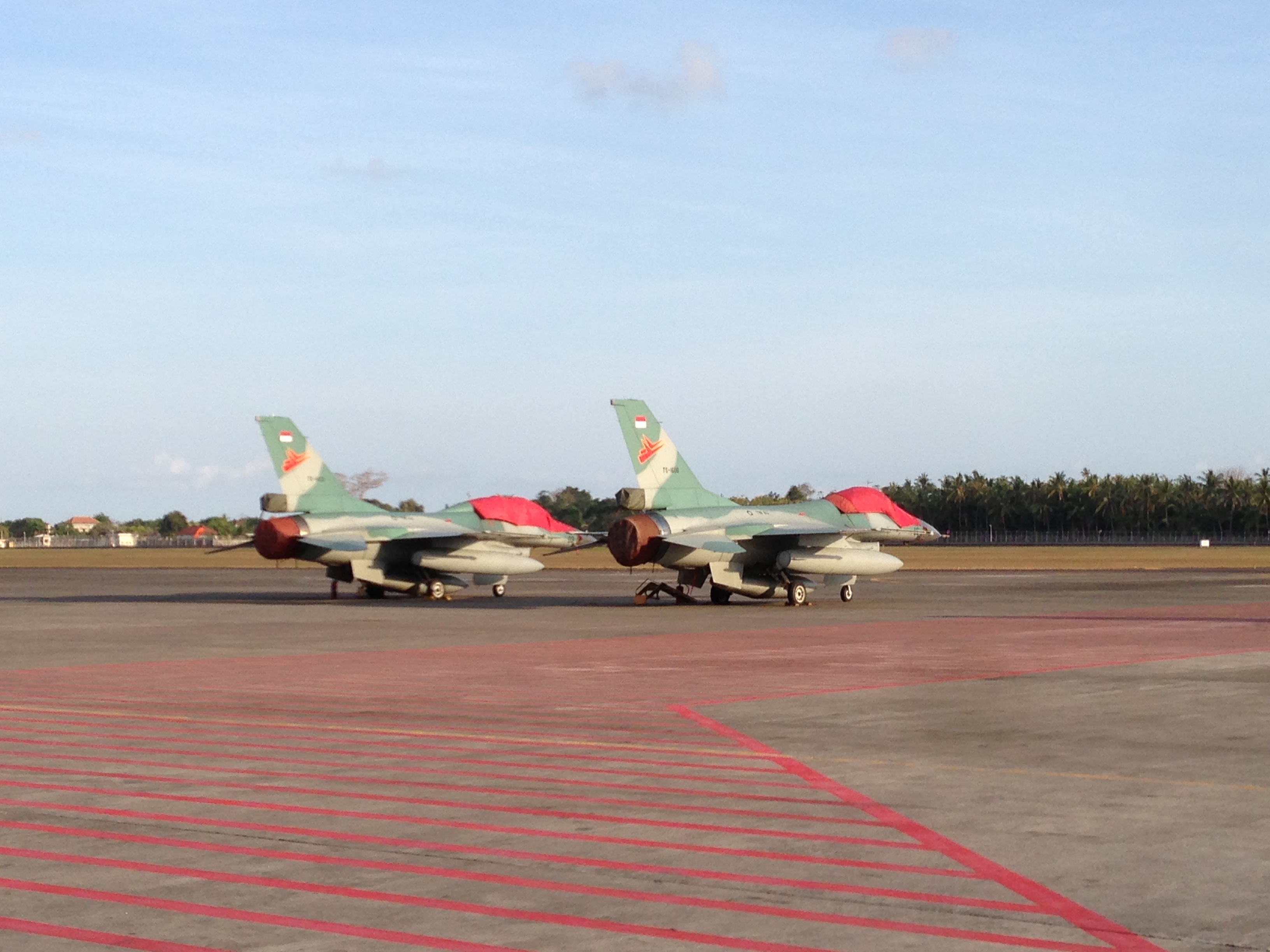
Истребители Ф-16 ВВС Индонезии на взлетно-посадочной полосе